# Alvin Langdon Coburn
Alvin Langdon Coburn (11. června 1882 Boston – 23. listopadu 1966 Colwyn Bay) byl americko-britský fotograf, člen fotografického spolku Fotosecese a spoluzakladatel fotografického spolku Pictorial Photographers of America.

## Život a dílo
Narodil se 11. června 1882 v Bostonu. V roce 1899 odjel do Londýna se svým vzdáleným příbuzným, fotografem F. Hollandem Dayem. V roce 1901 se vrátil a v New Yorku si otevřel ateliér. Počátkem roku 1903 měl svou první samostatnou výstavu v Camera Clubu v New Yorku. V roce 1904 opět odjel do Londýna.
V letech 1903–1909 publikoval Coburn své snímky v časopise Camera Work. V roce 1906 měl samostatnou výstavu v Královské fotografické společnosti v Londýně, kde rovněž vydal dvě ručně tištěné fotografické publikace: London (1909) a New Your (1910).
V roce 1912 vytvořil cyklus fotografií New York z jeho střech, ve své době novátorské dílo snímků města z ptačí perspektivy.
Díky svému přátelství s Georgem Bernardem Shawem měl příležitost portrétovat významné osobnosti. Kolekci portrétů Coburn publikoval roku 1913 pod názvem Men of Mark. Druhý svazek More Men of Mark vyšel roku 1922. V období let 1914–1921 vytvořil třetí cyklus 33 portrétů hudebních skladatelů a hudebníků, který však vydán nebyl.
Roku 1916 založil spolu s Gertrudou Käsebierovou a Clarencem Hudsonem Whitem spolek Pictorial Photographers of America.
V roce 1916 vyvinul Coburn ze skleněných hranolů a zrcadel kaleidoskopické zařízení, pomocí kterého vytvářel abstraktní fotografie zvané vortografie. Byl ovlivněn vorticismem a skupinou britských umělců, mezi kterými byl také básník Ezra Pound. Coburn vystavil v roce 1917 v Londýně celkem 18 vortografií, které vyvolaly velkou pozornost.
V roce 1918 se usadil ve Walesu, kde fotografoval a vydal knihu Book of Harlech. Začal se zajímat o esoterismus a mystiku, čemuž pak věnoval většinu svého času.

## Galerie

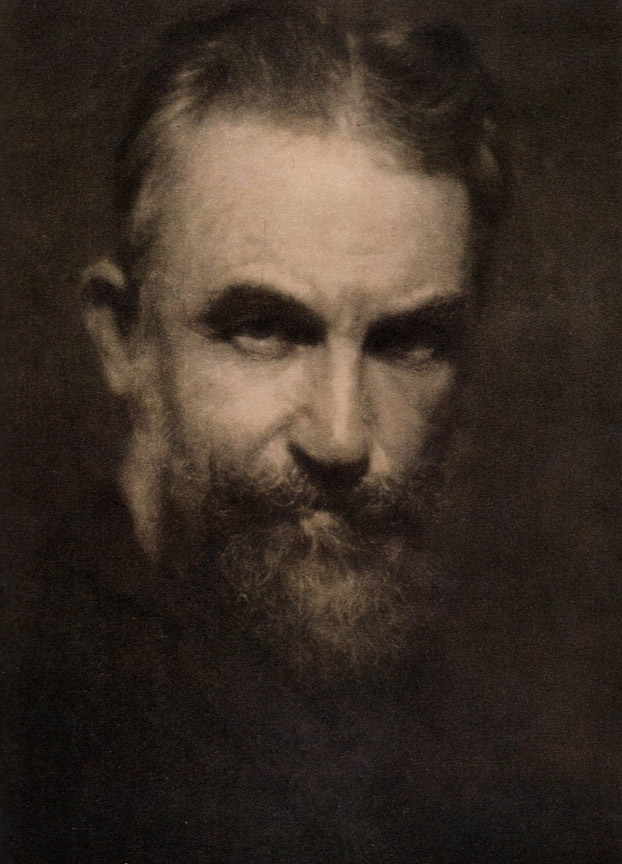
Shaw, 1908
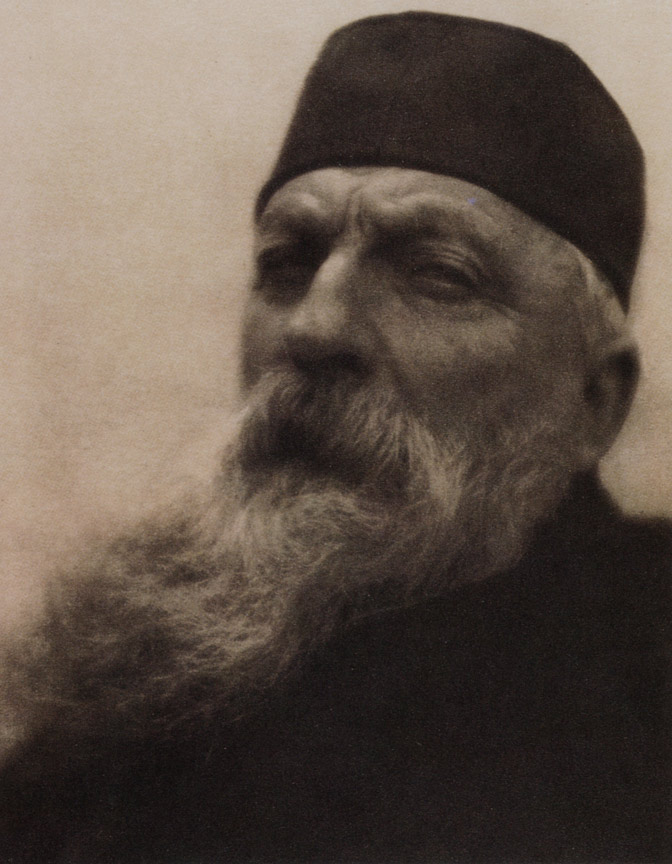
Rodin, fotogravura publikovaná v Camera Work č. 21, 1908
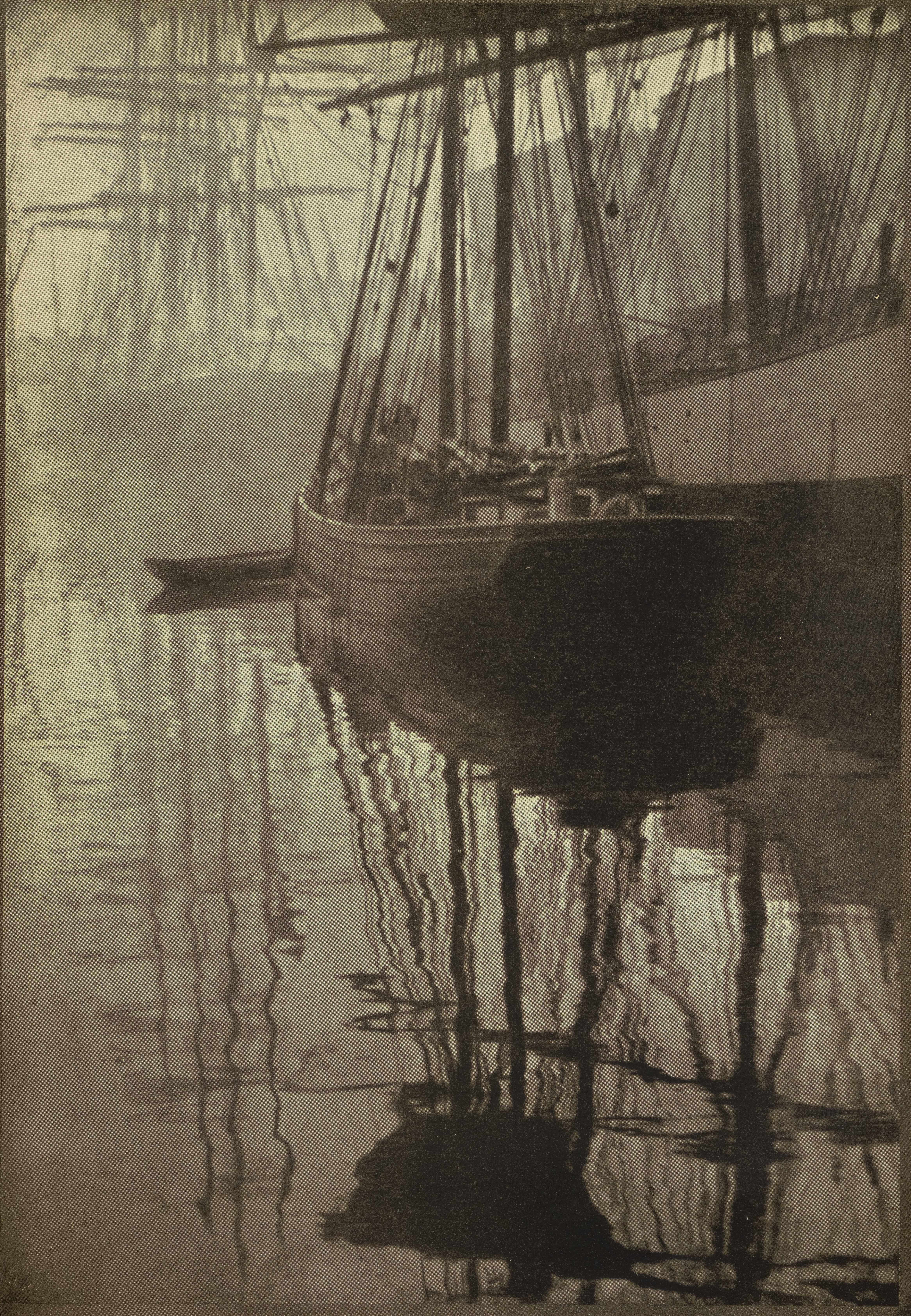
Spiderwebs, 1908